# Sint-Jozefskerk (Terjoden)
De Sint-Jozefskerk is een kerk die zich aan de Geraardsbergsesteenweg in Terjoden bevindt, niet ver van de afrit Aalst van de E40 op de N45.
Terjoden is een plaats in Erembodegem, deelgemeente van Aalst. Vanaf 1906 kerkten de gelovigen in een noodkerk. De definitieve kerk werd gebouwd in 1934 naar een plan van de Anderlechtse architect V. De Smedt. Hiervoor gebruikte men vooral Boomse baksteen. Aan de westelijke zijde ligt het portaal tussen de kerktoren en een achtzijdig baptisterium. Het schip heeft zes traveeën met een brede middenbeuk, ver uitspringende steunberen en lage zijbeuken.
Voor de kerk bevindt zich een standbeeld.
De kerk werd in 2018 aan de eredienst onttrokken. Hij werd omgebouwd tot een evenementenruimte onder de naam: De Keirk.